# Турач заїрський
Тура́ч заїрський (Scleroptila finschi) — вид куроподібних птахів родини фазанових (Phasianidae). Мешкає в Центральній Африці. Вид названий на честь німецького етнографа, орнітолога і мандрівника Отто Фінша.

## Опис
Довжина заїрського турача становить 35 см, вага 560 г. Характерними ознаками птаха є сірі груди і відсутність чорно-білого візерунку на голові і шиї.

## Поширення і екологія
Заїрські турачі мешкають в центральній Анголі, на південному заході Демократичної Республіки Конго, в Республіці Конго та на сході Габону. Вони живуть в саванах, сухих тропічних лісах і рідколіссях, утворених рослинами роду Brachystegia, на луках і пасовищах. Зустрічаються на висоті до 2100 м над рівнем моря.

## Поведінка
Заїрські турачі зустрічаються переважно парами. Живляться насінням, а також комахами та іншими безхребетними. Вони, імовірно, є моногамними. Гніздо являє собою невелику заглибину, викопану в землі, сховану серед трави. В кладці приблизно 5 яєць. 